# Championnat du monde masculin de handball 2017
Cet article traite du championnat masculin 2017. Pour le Championnat féminin, voir Championnat du monde féminin de handball 2017.
Navigation
Qatar 2015 Allemagne et Danemark 2019

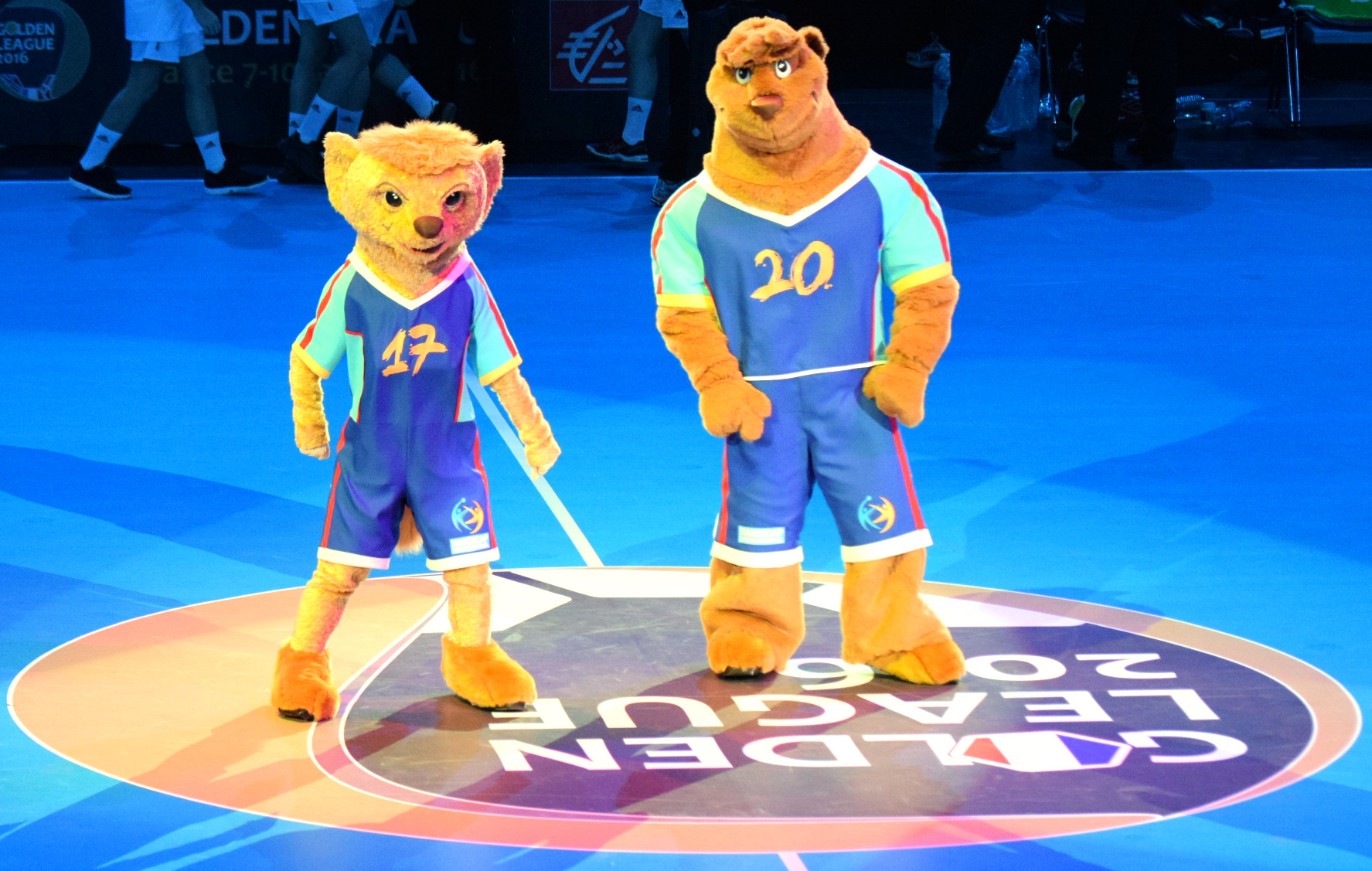
Les mascottes Rok et Koolette.

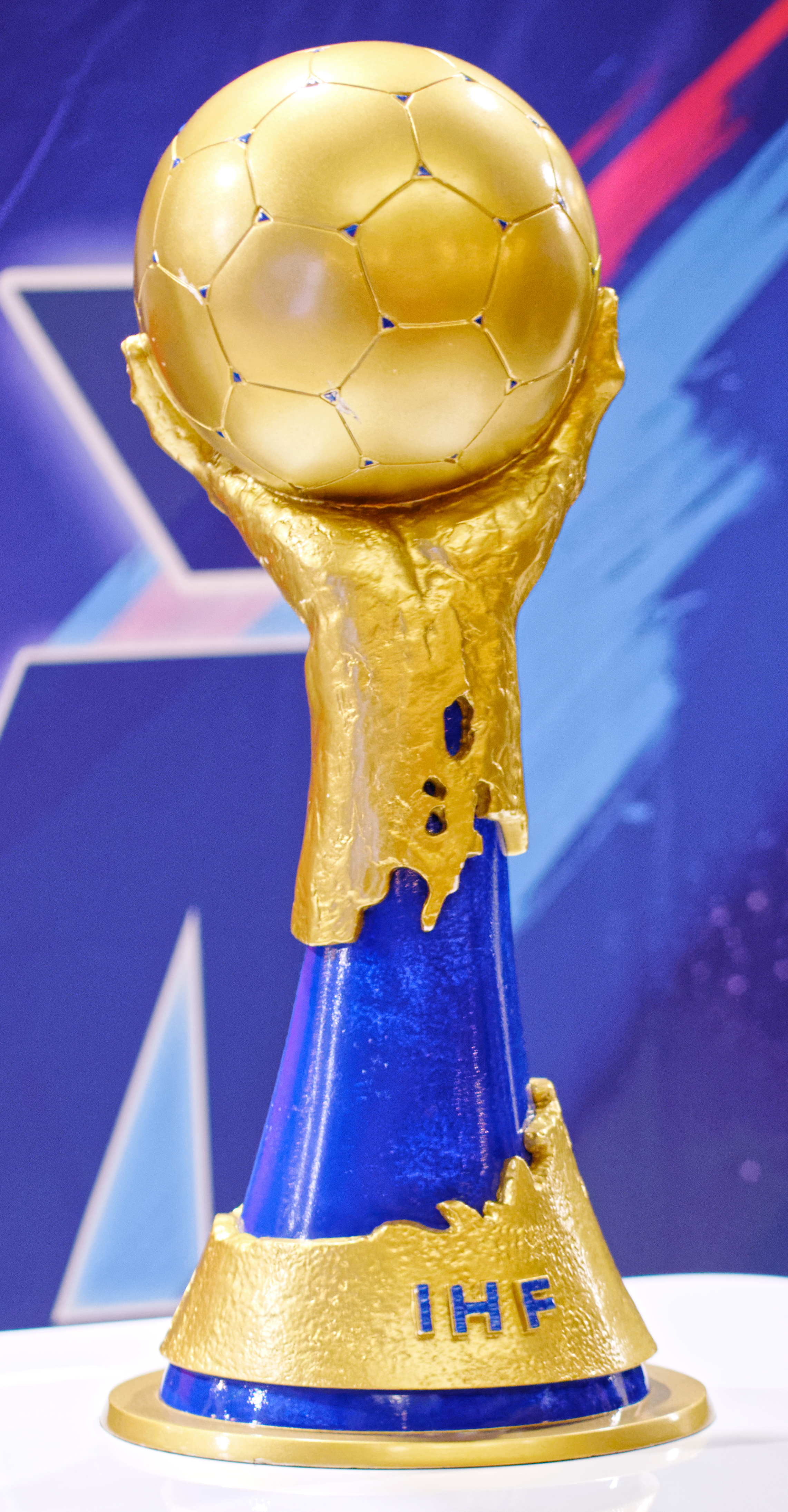
Le trophée du Championnat du monde de handball.

Le Championnat du monde masculin de handball 2017 est la 25e édition du Championnat du monde de handball qui a lieu du 11 janvier au 29 janvier 2017. Cette compétition est organisée par la Fédération internationale de handball et la Fédération française de handball, elle réunit les meilleures sélections nationales.
Elle est organisée par la France pour la troisième fois après 1970 et 2001. 
L'équipe de France, tenante du titre remporte son sixième titre mondial en s'imposant en finale contre la Norvège. La Slovénie complète le podium. C'est la première apparition de la Norvège et de la Slovénie sur un podium mondial.
Avec 28 010 spectateurs réunis deux fois au Stade Pierre-Mauroy de Lille pour les matchs de l'équipe de France, cette édition marque un double record d'affluence pour un match de handball en France et dans un tournoi international.

## Présentation

### Désignation du pays organisateur
La France et le Danemark se déclarent candidats officiels en 2011.
La France se voit attribuer par l'IHF l'organisation du Mondial le 15 décembre 2011 en même temps que l'Allemagne pour la compétition féminine,.

### Lieux de compétition
Le Championnat du monde se tient dans huit villes. Le cahier des charges détaille les caractéristiques techniques des sites de compétition sur la base du cahier des charges de l'IHF. Les sites doivent permettre d’organiser une compétition du plus haut standard international. Les jauges minimales sont les suivantes :
- pour le tour préliminaire : 5 000 spectateurs ;
- pour les huitièmes de finale : 6 000 spectateurs ;
- pour les quarts de finale : 8 000 spectateurs ;
- pour les demi-finales et la finale : 12 000 spectateurs.

Les huit sites ainsi retenus pour accueillir la compétition :
| Paris                                                                   | Villeneuve-d'Ascq (Lille Métropole)                                           | Montpellier                                                                   | Albertville                                                                   |
| ----------------------------------------------------------------------- | ----------------------------------------------------------------------------- | ----------------------------------------------------------------------------- | ----------------------------------------------------------------------------- |
| AccorHotels Arena                                                       | Stade Pierre-Mauroy (configuration Arena Sport)                               | Arena de Montpellier                                                          | Halle olympique                                                               |
| Capacité : 15 700                                                       | Capacité : 28 010                                                             | Capacité : 8 750                                                              | Capacité : 6 500                                                              |
|                                                                         |                                                                               |                                                                               |                                                                               |
| Nantes                                                                  | \| Paris Villeneuve d'Ascq Montpellier Nantes Albertville Rouen Brest Metz \| | \| Paris Villeneuve d'Ascq Montpellier Nantes Albertville Rouen Brest Metz \| | \| Paris Villeneuve d'Ascq Montpellier Nantes Albertville Rouen Brest Metz \| |
| Parc des expositions de la Beaujoire - Hall XXL                         | \| Paris Villeneuve d'Ascq Montpellier Nantes Albertville Rouen Brest Metz \| | \| Paris Villeneuve d'Ascq Montpellier Nantes Albertville Rouen Brest Metz \| | \| Paris Villeneuve d'Ascq Montpellier Nantes Albertville Rouen Brest Metz \| |
| Capacité : 10 956                                                       | \| Paris Villeneuve d'Ascq Montpellier Nantes Albertville Rouen Brest Metz \| | \| Paris Villeneuve d'Ascq Montpellier Nantes Albertville Rouen Brest Metz \| | \| Paris Villeneuve d'Ascq Montpellier Nantes Albertville Rouen Brest Metz \| |
|                                                                         | \| Paris Villeneuve d'Ascq Montpellier Nantes Albertville Rouen Brest Metz \| | \| Paris Villeneuve d'Ascq Montpellier Nantes Albertville Rouen Brest Metz \| | \| Paris Villeneuve d'Ascq Montpellier Nantes Albertville Rouen Brest Metz \| |
| Metz                                                                    | \| Paris Villeneuve d'Ascq Montpellier Nantes Albertville Rouen Brest Metz \| | \| Paris Villeneuve d'Ascq Montpellier Nantes Albertville Rouen Brest Metz \| | \| Paris Villeneuve d'Ascq Montpellier Nantes Albertville Rouen Brest Metz \| |
| Palais omnisports Les Arènes                                            | \| Paris Villeneuve d'Ascq Montpellier Nantes Albertville Rouen Brest Metz \| | \| Paris Villeneuve d'Ascq Montpellier Nantes Albertville Rouen Brest Metz \| | \| Paris Villeneuve d'Ascq Montpellier Nantes Albertville Rouen Brest Metz \| |
| Capacité : 5 381                                                        | \| Paris Villeneuve d'Ascq Montpellier Nantes Albertville Rouen Brest Metz \| | \| Paris Villeneuve d'Ascq Montpellier Nantes Albertville Rouen Brest Metz \| | \| Paris Villeneuve d'Ascq Montpellier Nantes Albertville Rouen Brest Metz \| |
|                                                                         | \| Paris Villeneuve d'Ascq Montpellier Nantes Albertville Rouen Brest Metz \| | \| Paris Villeneuve d'Ascq Montpellier Nantes Albertville Rouen Brest Metz \| | \| Paris Villeneuve d'Ascq Montpellier Nantes Albertville Rouen Brest Metz \| |
| Rouen                                                                   | \| Paris Villeneuve d'Ascq Montpellier Nantes Albertville Rouen Brest Metz \| | \| Paris Villeneuve d'Ascq Montpellier Nantes Albertville Rouen Brest Metz \| | \| Paris Villeneuve d'Ascq Montpellier Nantes Albertville Rouen Brest Metz \| |
| Kindarena                                                               | \| Paris Villeneuve d'Ascq Montpellier Nantes Albertville Rouen Brest Metz \| | \| Paris Villeneuve d'Ascq Montpellier Nantes Albertville Rouen Brest Metz \| | \| Paris Villeneuve d'Ascq Montpellier Nantes Albertville Rouen Brest Metz \| |
| Capacité : 5 450                                                        | \| Paris Villeneuve d'Ascq Montpellier Nantes Albertville Rouen Brest Metz \| | \| Paris Villeneuve d'Ascq Montpellier Nantes Albertville Rouen Brest Metz \| | \| Paris Villeneuve d'Ascq Montpellier Nantes Albertville Rouen Brest Metz \| |
|                                                                         | \| Paris Villeneuve d'Ascq Montpellier Nantes Albertville Rouen Brest Metz \| | \| Paris Villeneuve d'Ascq Montpellier Nantes Albertville Rouen Brest Metz \| | \| Paris Villeneuve d'Ascq Montpellier Nantes Albertville Rouen Brest Metz \| |
| Brest                                                                   | \| Paris Villeneuve d'Ascq Montpellier Nantes Albertville Rouen Brest Metz \| | \| Paris Villeneuve d'Ascq Montpellier Nantes Albertville Rouen Brest Metz \| | \| Paris Villeneuve d'Ascq Montpellier Nantes Albertville Rouen Brest Metz \| |
| Brest Arena                                                             | \| Paris Villeneuve d'Ascq Montpellier Nantes Albertville Rouen Brest Metz \| | \| Paris Villeneuve d'Ascq Montpellier Nantes Albertville Rouen Brest Metz \| | \| Paris Villeneuve d'Ascq Montpellier Nantes Albertville Rouen Brest Metz \| |
| Capacité : 4 111                                                        | \| Paris Villeneuve d'Ascq Montpellier Nantes Albertville Rouen Brest Metz \| | \| Paris Villeneuve d'Ascq Montpellier Nantes Albertville Rouen Brest Metz \| | \| Paris Villeneuve d'Ascq Montpellier Nantes Albertville Rouen Brest Metz \| |
|                                                                         | \| Paris Villeneuve d'Ascq Montpellier Nantes Albertville Rouen Brest Metz \| | \| Paris Villeneuve d'Ascq Montpellier Nantes Albertville Rouen Brest Metz \| | \| Paris Villeneuve d'Ascq Montpellier Nantes Albertville Rouen Brest Metz \| |
| Paris Villeneuve d'Ascq Montpellier Nantes Albertville Rouen Brest Metz |                                                                               |                                                                               |                                                                               |

À noter qu'un neuvième site était initialement prévu à Aix-en-Provence, mais le projet de l'Aréna du Pays d'Aix n'a pas pu être mis en place à temps,.

### Qualifications
Les 24 participants sont désignés au moyen des compétitions continentales en 2015 et 2016 et de Tournois de qualification en Europe en 2016 (en). Le pays organisateur, la France, ainsi que le tenant du titre, sont qualifiés d'office. La France étant aussi tenante du titre, le Qatar, finaliste de l'édition précédente, est qualifié.
| Continent         | Nombre | Moyen de qualification           | Date             | Qualifiée(s)                              |
| ----------------- | ------ | -------------------------------- | ---------------- | ----------------------------------------- |
| -                 | 1      | Organisateur                     | 15 décembre 2011 | France                                    |
| -                 | 1      | Tenant du titre                  | 1er février 2015 | France, remplacé par le finaliste : Qatar |
| Asie (AHF)        | 3      | Championnat d'Asie 2016          | 28 janvier 2016  | Bahreïn, Japon et Arabie saoudite         |
| Afrique (CAHB)    | 3      | Championnat d'Afrique 2016       | 30 janvier 2016  | Égypte, Tunisie et Angola                 |
| Europe (EHF)      | 3      | Championnat d'Europe 2016        | 31 janvier 2016  | Allemagne, Espagne et Croatie             |
| Europe (EHF)      | 9      | Tournois qualificatifs européens | 10-16 juin 2016  | cf. ci-dessous                            |
| Amériques (PATHF) | 3      | Championnat panaméricain 2016    | 11-19 juin 2016  | Brésil, Chili, Argentine                  |
| Monde (IHF)       | 1      | Invité                           | 21 juin 2016     | Norvège,                                  |

Résultats des Tournois qualificatifs européens (en)
| Nation       | Aller   | Total    | Retour  | Nation             |
| ------------ | ------- | -------- | ------- | ------------------ |
| Suède        | 27 – 19 | 54 – 46  | 27 – 27 | Bosnie-Herzégovine |
| Rép. tchèque | 28 – 22 | 55 – 56  | 27 – 34 | Macédoine          |
| Pologne      | 27 – 21 | 51 – 46  | 24 – 25 | Pays-Bas           |
| Russie       | 29 – 22 | 58 – 41  | 29 – 19 | Monténégro         |
| Serbie       | 25 – 26 | 50 – 56  | 25 – 30 | Hongrie            |
| Islande      | 26 – 23 | 46 – 44  | 20 – 21 | Portugal           |
| Slovénie     | 24 – 18 | 51 – 47  | 27 – 29 | Norvège            |
| Biélorussie  | 26 – 24 | 52 – 52* | 26 – 28 | Lettonie           |
| Danemark     | 35 – 27 | 58 – 47  | 23 – 20 | Autriche           |

* La Biélorussie est qualifiée aux dépens de la Lettonie selon la règle du nombre de buts marqués à l'extérieur (26 contre 24).

## Acteurs du championnat du monde

### Équipes qualifiées
Ce tableau liste les équipes qualifiées ainsi que leur participation aux différentes éditions du Championnat du monde de 1938 à 2015.
| Nation            | Apparitions précédentes | Apparitions précédentes | Apparitions précédentes |
| Nation            | Nb                      | Titres                  | Participations |
| ----------------- | ----------------------- | ----------------------- | --- |
| Allemagne         | 22                      | 3                       | 1938, 1954, 1958, 1961, 1964, 1967, 1970, 1974, 1978, 1982, 1986, 1993, 1995, 1999, 2001, 2003, 2005, 2007, 2009, 2011, 2013, 2015 |
| Angola            | 2                       | 0                       | 2005, 2007 |
| Arabie saoudite   | 7                       | 0                       | 1997, 1999, 2001, 2003, 2009, 2013, 2015                                                                                           |
| Argentine         | 10                      | 0                       | 1997, 1999, 2001, 2003, 2005, 2007, 2009, 2011, 2013, 2015                                                                         |
| Bahreïn           | 1                       | 0                       | 2011 |
| Biélorussie       | 3                       | 0                       | 1995, 2013, 2015 |
| Brésil            | 12                      | 0                       | 1958, 1995, 1997, 1999, 2001, 2003, 2005, 2007, 2009, 2011, 2013, 2015                                                             |
| Chili             | 3                       | 0                       | 2011, 2013, 2015 |
| Croatie           | 11                      | 1                       | 1995, 1997, 1999, 2001, 2003, 2005, 2007, 2009, 2011, 2013, 2015                                                                   |
| Danemark          | 21                      | 0                       | 1938, 1954, 1958, 1961, 1964, 1967, 1970, 1974, 1978, 1982, 1986, 1993, 1995, 1999, 2003, 2005, 2007, 2009, 2011, 2013, 2015       |
| Égypte            | 13                      | 0                       | 1964, 1993, 1995, 1997, 1999, 2001, 2003, 2005, 2007, 2009, 2011, 2013, 2015                                                       |
| Espagne           | 18                      | 2                       | 1958, 1974, 1978, 1982, 1986, 1990, 1993, 1995, 1997, 1999, 2001, 2003, 2005, 2007, 2009, 2011, 2013, 2015                         |
| France            | 20                      | 5                       | 1954, 1958 ,1961, 1964, 1967, 1970, 1978, 1990, 1993, 1995, 1997, 1999, 2001, 2003, 2005, 2007, 2009, 2011, 2013, 2015             |
| Hongrie           | 18                      | 0                       | 1958, 1964, 1967, 1970, 1974, 1978, 1982, 1986, 1990, 1993, 1995, 1997, 1999, 2003, 2007, 2009, 2011, 2013                         |
| Islande           | 18                      | 0                       | 1958, 1961, 1964, 1970, 1974, 1978, 1986, 1990, 1993, 1995, 1997, 2001, 2003, 2005, 2007, 2011, 2013, 2015                         |
| Japon             | 12                      | 0                       | 1961, 1964, 1967, 1970, 1974, 1978, 1982, 1990, 1995, 1997, 2005, 2011                                                             |
| Macédoine du Nord | 4                       | 0                       | 1999, 2009, 2013, 2015 |
| Norvège           | 13                      | 0                       | 1958, 1961, 1964, 1967, 1970, 1993, 1997, 1999, 2001, 2003, 2007, 2009, 2011                                                       |
| Pologne           | 14                      | 0                       | 1958, 1967, 1970, 1974, 1978, 1982, 1986, 1990, 2003, 2007, 2009, 2011, 2013, 2015                                                 |
| Qatar             | 5                       | 0                       | 2003, 2005, 2007, 2013, 2015 |
| Russie            | 19                      | 3                       | 1964, 1967, 1970, 1974, 1978, 1982, 1986, 1990, 1993, 1995, 1997, 1999, 2001, 2003, 2005, 2007, 2009, 2013, 2015                   |
| Slovénie          | 7                       | 0                       | 1995, 2001, 2003, 2005, 2007, 2013, 2015                                                                                           |
| Suède             | 22                      | 4                       | 1938, 1954, 1958, 1961, 1964, 1967, 1970, 1974, 1978, 1982, 1986, 1990, 1993, 1995, 1997, 1999, 2001, 2003, 2005, 2009, 2011, 2015 |
| Tunisie           | 12                      | 0                       | 1967, 1995, 1997, 1999, 2001, 2003, 2005, 2007, 2009, 2011, 2013, 2015                                                             |

Remarque : en gras et en italique sont indiqués respectivement le champion et le pays hôte de l'édition concernée.

### Arbitres
Seize paires d'arbitres ont été sélectionnées :
| Arbitres  | Arbitres                                  |
| --------- | ----------------------------------------- |
| Argentine | Julian Grillo Sebastián Lenci             |
| Tchéquie  | Václav Horáček (de) Jiří Novotný (de)     |
| Danemark  | Martin Gjeding (de) Mads Hansen (de)      |
| France    | Charlotte Bonaventura Julie Bonaventura   |
| France    | Laurent Reveret Stevann Pichon            |
| Allemagne | Lars Geipel (de) Marcus Helbig (de)       |
| Iran      | Majid Kolahdouzan Alireza Mousaviannazhad |
| Lettonie  | Renārs Līcis Zigmārs Sondors              |

| Arbitres          | Arbitres                                  |
| ----------------- | ----------------------------------------- |
| Lituanie          | Mindaugas Gatelis Vaidas Mažeika          |
| Macédoine du Nord | Gjorgji Nachevski (de) Slave Nikolov (de) |
| Monténégro        | Ivan Pavićević Miloš Ražnatović           |
| Slovénie          | Bojan Lah (de) David Sok (de)             |
| Corée du Sud      | Lee Se-ok Koo Bon-ok                      |
| Espagne           | Óscar López Ángel Ramírez                 |
| Suisse            | Arthur Brunner Morad Salah                |
| Tunisie           | Ismail Boualloucha Ramzi Khenissi         |

## Phase préliminaire
La tirage de la composition des groupes a eu lieu le 23 juin 2016. Les quatre premiers de chaque poule se qualifient pour les huitièmes de finale.

### Critères de départage
En cas d'égalité entre deux équipes ou plus, celles-ci sont départagées selon les critères suivants :
1. Nombre de points obtenus entre les équipes en question ;
2. Différence de buts dans les matches entre les équipes en question ;
3. Nombre de buts marqués dans les matches entre les équipes en question ;
4. Différence de buts dans l'ensemble des matches du groupe ;
5. Nombre de buts marqués dans l'ensemble des matches du groupe ;
6. Tirage au sort.

### Groupe A
Les matches du groupe A se déroulent au Hall XXL du Parc des expositions de la Beaujoire de Nantes, hormis le match d'ouverture entre la France et le Brésil, programmé à l'AccorHotels Arena de Paris.
|   | Équipe      | Pts | J | G | N | P | Bp  | Bc  | Diff |
| - | ----------- | --- | - | - | - | - | --- | --- | ---- |
| 1 | France PO,T | 10  | 5 | 5 | 0 | 0 | 154 | 112 | 42   |
| 2 | Norvège     | 8   | 5 | 4 | 0 | 1 | 155 | 124 | 31   |
| 3 | Russie      | 6   | 5 | 3 | 0 | 2 | 139 | 136 | 3    |
| 4 | Brésil      | 4   | 5 | 2 | 0 | 3 | 121 | 146 | -25  |
| 5 | Pologne     | 2   | 5 | 1 | 0 | 4 | 115 | 125 | -10  |
| 6 | Japon       | 0   | 5 | 0 | 0 | 5 | 120 | 161 | -41  |

| 11 janvier, 20h45 | France  | 31 | 16 | Brésil  |
| 12 janvier, 17h45 | Russie  | 39 | 29 | Japon   |
| 12 janvier, 20h45 | Norvège | 22 | 20 | Pologne |
| 13 janvier, 17h45 | Japon   | 19 | 31 | France  |
| 14 janvier, 14h45 | Brésil  | 28 | 24 | Pologne |
| 14 janvier, 17h45 | Norvège | 28 | 24 | Russie  |
| 15 janvier, 17h45 | France  | 31 | 28 | Norvège |
| 15 janvier, 20h45 | Brésil  | 27 | 24 | Japon   |
| 16 janvier, 20h45 | Pologne | 20 | 24 | Russie  |
| 17 janvier, 14h00 | Norvège | 39 | 26 | Brésil  |
| 17 janvier, 17h45 | Pologne | 26 | 25 | Japon   |
| 17 janvier, 20h45 | Russie  | 24 | 35 | France  |
| 19 janvier, 14h00 | Russie  | 28 | 24 | Brésil  |
| 19 janvier, 17h45 | France  | 26 | 25 | Pologne |
| 19 janvier, 20h45 | Japon   | 23 | 38 | Norvège |

### Groupe B
Les matchs du groupe B se déroulent au Palais omnisports Les Arènes de Metz.
|   | Équipe    | Pts | J | G | N | P | Bp  | Bc  | Diff |
| - | --------- | --- | - | - | - | - | --- | --- | ---- |
| 1 | Espagne   | 10  | 5 | 5 | 0 | 0 | 160 | 115 | 45   |
| 2 | Slovénie  | 7   | 5 | 3 | 1 | 1 | 151 | 136 | 15   |
| 3 | Macédoine | 5   | 5 | 2 | 1 | 2 | 139 | 137 | 2    |
| 4 | Islande   | 4   | 5 | 1 | 2 | 2 | 128 | 121 | 7    |
| 5 | Tunisie   | 4   | 5 | 1 | 2 | 2 | 144 | 144 | 0    |
| 6 | Angola    | 0   | 5 | 0 | 0 | 5 | 122 | 191 | -69  |

| 12 janvier, 14h00 | Slovénie  | 42 | 25 | Angola    |
| 12 janvier, 17h45 | Macédoine | 34 | 30 | Tunisie   |
| 12 janvier, 20h45 | Espagne   | 27 | 21 | Islande   |
| 14 janvier, 14h45 | Islande   | 25 | 26 | Slovénie  |
| 14 janvier, 17h45 | Tunisie   | 21 | 26 | Espagne   |
| 14 janvier, 20h45 | Angola    | 22 | 31 | Macédoine |
| 15 janvier, 14h45 | Islande   | 22 | 22 | Tunisie   |
| 16 janvier, 17h45 | Slovénie  | 29 | 22 | Macédoine |
| 16 janvier, 20h45 | Espagne   | 42 | 22 | Angola    |
| 17 janvier, 17h45 | Slovénie  | 28 | 28 | Tunisie   |
| 17 janvier, 20h45 | Angola    | 19 | 33 | Islande   |
| 18 janvier, 20h45 | Macédoine | 25 | 29 | Espagne   |
| 19 janvier, 14h00 | Tunisie   | 43 | 34 | Angola    |
| 19 janvier, 17h45 | Macédoine | 27 | 27 | Islande   |
| 19 janvier, 20h45 | Espagne   | 36 | 26 | Slovénie  |

### Groupe C
Les matchs du groupe C se déroulent à la Kindarena de Rouen.
|   | Équipe          | Pts | J | G | N | P | Bp  | Bc  | Diff | Dép  |
| - | --------------- | --- | - | - | - | - | --- | --- | ---- | ---- |
| 1 | Allemagne       | 10  | 5 | 5 | 0 | 0 | 159 | 107 | 52   | /    |
| 2 | Croatie         | 8   | 5 | 4 | 0 | 1 | 148 | 126 | 22   | /    |
| 3 | Biélorussie     | 4   | 5 | 2 | 0 | 3 | 134 | 145 | -11  | 2 p. |
| 4 | Hongrie         | 4   | 5 | 2 | 0 | 3 | 147 | 138 | 9    | 0 p. |
| 5 | Arabie saoudite | 2   | 5 | 1 | 0 | 4 | 123 | 157 | -34  | 2 p. |
| 6 | Chili           | 2   | 5 | 1 | 0 | 4 | 122 | 160 | -38  | 0 p. |

| 13 janvier, 14h00 | Biélorussie     | 28 | 32 | Chili           |
| 13 janvier, 17h45 | Allemagne       | 27 | 23 | Hongrie         |
| 13 janvier, 20h45 | Croatie         | 28 | 23 | Arabie saoudite |
| 14 janvier, 20h45 | Hongrie         | 28 | 31 | Croatie         |
| 15 janvier, 14h45 | Chili           | 14 | 35 | Allemagne       |
| 15 janvier, 20h45 | Arabie saoudite | 26 | 29 | Biélorussie     |
| 16 janvier, 17h45 | Hongrie         | 34 | 29 | Chili           |
| 16 janvier, 20h45 | Croatie         | 31 | 25 | Biélorussie     |
| 17 janvier, 17h45 | Allemagne       | 38 | 24 | Arabie saoudite |
| 18 janvier, 14h00 | Arabie saoudite | 24 | 37 | Hongrie         |
| 18 janvier, 17h45 | Biélorussie     | 25 | 31 | Allemagne       |
| 18 janvier, 20h45 | Croatie         | 37 | 22 | Chili           |
| 20 janvier, 14h00 | Arabie saoudite | 26 | 25 | Chili           |
| 20 janvier, 17h45 | Allemagne       | 28 | 21 | Croatie         |
| 20 janvier, 20h45 | Biélorussie     | 27 | 25 | Hongrie         |

### Groupe D
Les matchs du groupe D se déroulent à l'Accor Arena de Paris.
|   | Équipe    | Pts | J | G | N | P | Bp  | Bc  | Diff |
| - | --------- | --- | - | - | - | - | --- | --- | ---- |
| 1 | Danemark  | 10  | 5 | 5 | 0 | 0 | 157 | 130 | 27   |
| 2 | Suède     | 8   | 5 | 4 | 0 | 1 | 162 | 111 | 51   |
| 3 | Égypte    | 6   | 5 | 3 | 0 | 2 | 138 | 143 | -5   |
| 4 | Qatar     | 4   | 5 | 2 | 0 | 3 | 127 | 129 | -2   |
| 5 | Argentine | 2   | 5 | 1 | 0 | 4 | 108 | 137 | -29  |
| 6 | Bahreïn   | 0   | 5 | 0 | 0 | 5 | 110 | 152 | -42  |

| 13 janvier, 14h00 | Qatar     | 20 | 22 | Égypte    |
| 13 janvier, 17h45 | Suède     | 33 | 16 | Bahreïn   |
| 13 janvier, 20h45 | Danemark  | 33 | 22 | Argentine |
| 14 janvier, 20h45 | Danemark  | 35 | 28 | Égypte    |
| 15 janvier, 14h45 | Argentine | 17 | 35 | Suède     |
| 15 janvier, 17h45 | Bahreïn   | 22 | 32 | Qatar     |
| 16 janvier, 17h45 | Égypte    | 31 | 29 | Bahreïn   |
| 16 janvier, 20h45 | Danemark  | 27 | 25 | Suède     |
| 17 janvier, 17h45 | Qatar     | 21 | 17 | Argentine |
| 18 janvier, 14h00 | Argentine | 26 | 31 | Égypte    |
| 18 janvier, 17h45 | Danemark  | 30 | 26 | Bahreïn   |
| 18 janvier, 20h45 | Suède     | 36 | 25 | Qatar     |
| 20 janvier, 14h00 | Bahreïn   | 17 | 26 | Argentine |
| 20 janvier, 17h45 | Suède     | 33 | 26 | Égypte    |
| 20 janvier, 20h45 | Qatar     | 29 | 32 | Danemark  |

## Phase à élimination directe

### Tableau final
|  | Huitièmes de finale 21 et 22 janvier 2017 | Huitièmes de finale 21 et 22 janvier 2017 |          |                        | Quarts de finale 24 janvier 2017 | Quarts de finale 24 janvier 2017 |    |  | Demi-finales 26 et 27 janvier 2017 | Demi-finales 26 et 27 janvier 2017 |  |  | Finale 29 janvier 2017 | Finale 29 janvier 2017 |
|  | Huitièmes de finale 21 et 22 janvier 2017 | Huitièmes de finale 21 et 22 janvier 2017 |          |                        | Quarts de finale 24 janvier 2017 | Quarts de finale 24 janvier 2017 |    |  | Demi-finales 26 et 27 janvier 2017 | Demi-finales 26 et 27 janvier 2017 |  |  | Finale 29 janvier 2017 | Finale 29 janvier 2017 |
|  |                                           |                                           |          |                        |                                  |                                  |    |  |                                    |                                    |  |  |                        |                        |
|  | 21 janvier, Montpellier                   | 21 janvier, Montpellier                   |          |                        | 24 janvier, Montpellier          | 24 janvier, Montpellier          |    |  | 27 janvier, Paris                  | 27 janvier, Paris                  |  |  | 29 janvier, Paris      | 29 janvier, Paris      |
|  | 21 janvier, Montpellier                   | 21 janvier, Montpellier                   |          |                        | 24 janvier, Montpellier          | 24 janvier, Montpellier          |    |  | 27 janvier, Paris                  | 27 janvier, Paris                  |  |  | 29 janvier, Paris      | 29 janvier, Paris      |
|  | (1B) Espagne                              | 28                                        |          |                        | 24 janvier, Montpellier          | 24 janvier, Montpellier          |    |  | 27 janvier, Paris                  | 27 janvier, Paris                  |  |  | 29 janvier, Paris      | 29 janvier, Paris      |
|  | (1B) Espagne                              | 28                                        |          |                        | 24 janvier, Montpellier          | 24 janvier, Montpellier          |    |  | 27 janvier, Paris                  | 27 janvier, Paris                  |  |  | 29 janvier, Paris      | 29 janvier, Paris      |
|  | (4A) Brésil                               | 27                                        |          |                        | 24 janvier, Montpellier          | 24 janvier, Montpellier          |    |  | 27 janvier, Paris                  | 27 janvier, Paris                  |  |  | 29 janvier, Paris      | 29 janvier, Paris      |
|  | (4A) Brésil                               | 27                                        | Espagne  | 29                     |                                  |                                  |    |  | 27 janvier, Paris                  | 27 janvier, Paris                  |  |  | 29 janvier, Paris      | 29 janvier, Paris      |
|  | 22 janvier, Montpellier                   |                                           | Espagne  | 29                     |                                  |                                  |    |  | 27 janvier, Paris                  | 27 janvier, Paris                  |  |  | 29 janvier, Paris      | 29 janvier, Paris      |
|  |                                           | Croatie                                   | 30       |                        |                                  |                                  |    |  | 27 janvier, Paris                  | 27 janvier, Paris                  |  |  | 29 janvier, Paris      | 29 janvier, Paris      |
|  | (3D) Égypte                               | Croatie                                   | 30       | 19                     |                                  |                                  |    |  | 27 janvier, Paris                  | 27 janvier, Paris                  |  |  | 29 janvier, Paris      | 29 janvier, Paris      |
|  | (3D) Égypte                               | 24 janvier, Albertville                   |          | 19                     |                                  |                                  |    |  | 27 janvier, Paris                  | 27 janvier, Paris                  |  |  | 29 janvier, Paris      | 29 janvier, Paris      |
|  | (2C) Croatie                              | 21                                        |          |                        |                                  |                                  |    |  | 27 janvier, Paris                  | 27 janvier, Paris                  |  |  | 29 janvier, Paris      | 29 janvier, Paris      |
|  | (2C) Croatie                              | 21                                        | Croatie  | 25                     |                                  |                                  |    |  |                                    |                                    |  |  | 29 janvier, Paris      | 29 janvier, Paris      |
|  | 21 janvier, Albertville                   |                                           | Croatie  | 25                     |                                  |                                  |    |  |                                    |                                    |  |  | 29 janvier, Paris      | 29 janvier, Paris      |
|  |                                           | Norvège                                   | 28ap     |                        |                                  |                                  |    |  |                                    |                                    |  |  | 29 janvier, Paris      | 29 janvier, Paris      |
|  | (3B) Macédoine                            | Norvège                                   | 28ap     | 24                     |                                  |                                  |    |  |                                    |                                    |  |  | 29 janvier, Paris      | 29 janvier, Paris      |
|  | (3B) Macédoine                            | 26 janvier, Paris                         |          | 24                     |                                  |                                  |    |  |                                    |                                    |  |  | 29 janvier, Paris      | 29 janvier, Paris      |
|  | (2A) Norvège                              | 34                                        |          |                        |                                  |                                  |    |  |                                    |                                    |  |  | 29 janvier, Paris      | 29 janvier, Paris      |
|  | (2A) Norvège                              | 34                                        | Norvège  | 31                     |                                  |                                  |    |  |                                    |                                    |  |  | 29 janvier, Paris      | 29 janvier, Paris      |
|  | 22 janvier, Albertville                   |                                           | Norvège  | 31                     |                                  |                                  |    |  |                                    |                                    |  |  | 29 janvier, Paris      | 29 janvier, Paris      |
|  |                                           | Hongrie                                   | 28       |                        |                                  |                                  |    |  |                                    |                                    |  |  | 29 janvier, Paris      | 29 janvier, Paris      |
|  | (1D) Danemark                             | Hongrie                                   | 28       | 25                     |                                  |                                  |    |  |                                    |                                    |  |  | 29 janvier, Paris      | 29 janvier, Paris      |
|  | (1D) Danemark                             | 24 janvier, Villeneuve-d'Ascq             |          | 25                     |                                  |                                  |    |  |                                    |                                    |  |  | 29 janvier, Paris      | 29 janvier, Paris      |
|  | (4C) Hongrie                              | 27                                        |          |                        |                                  |                                  |    |  |                                    |                                    |  |  | 29 janvier, Paris      | 29 janvier, Paris      |
|  | (4C) Hongrie                              | 27                                        | Norvège  | 26                     |                                  |                                  |    |  |                                    |                                    |  |  |                        |                        |
|  | 21 janvier, Villeneuve-d'Ascq             |                                           | Norvège  | 26                     |                                  |                                  |    |  |                                    |                                    |  |  |                        |                        |
|  |                                           | France                                    | 33       |                        |                                  |                                  |    |  |                                    |                                    |  |  |                        |                        |
|  | (1A) France                               | France                                    | 33       | 31                     |                                  |                                  |    |  |                                    |                                    |  |  |                        |                        |
|  | (1A) France                               |                                           |          | 31                     |                                  |                                  |    |  |                                    |                                    |  |  |                        |                        |
|  | (4B) Islande                              | 25                                        |          |                        |                                  |                                  |    |  |                                    |                                    |  |  |                        |                        |
|  | (4B) Islande                              | 25                                        | France   | 33                     |                                  |                                  |    |  |                                    |                                    |  |  |                        |                        |
|  | 22 janvier, Villeneuve-d'Ascq             |                                           | France   | 33                     |                                  |                                  |    |  |                                    |                                    |  |  |                        |                        |
|  |                                           | Suède                                     | 30       |                        |                                  |                                  |    |  |                                    |                                    |  |  |                        |                        |
|  | (2D) Suède                                | Suède                                     | 30       | 41                     |                                  |                                  |    |  |                                    |                                    |  |  |                        |                        |
|  | (2D) Suède                                | 24 janvier, Paris                         |          | 41                     |                                  |                                  |    |  |                                    |                                    |  |  |                        |                        |
|  | (3C) Biélorussie                          | 22                                        |          |                        |                                  |                                  |    |  |                                    |                                    |  |  |                        |                        |
|  | (3C) Biélorussie                          | 22                                        | France   | 31                     |                                  |                                  |    |  |                                    |                                    |  |  |                        |                        |
|  | 21 janvier, Paris                         |                                           | France   | 31                     |                                  |                                  |    |  |                                    |                                    |  |  |                        |                        |
|  |                                           | Slovénie                                  | 25       |                        |                                  |                                  |    |  |                                    |                                    |  |  |                        |                        |
|  | (2B) Slovénie                             | Slovénie                                  | 25       | 32                     |                                  |                                  |    |  |                                    |                                    |  |  |                        |                        |
|  | (2B) Slovénie                             |                                           |          | 32                     |                                  |                                  |    |  |                                    |                                    |  |  |                        |                        |
|  | (3A) Russie                               | 26                                        |          | Match pour la 3e place | Match pour la 3e place           |                                  |    |  |                                    |                                    |  |  |                        |                        |
|  | (3A) Russie                               | 26                                        | Slovénie | Match pour la 3e place | Match pour la 3e place           | 32                               |    |  |                                    |                                    |  |  |                        |                        |
|  | 22 janvier, Paris                         | 22 janvier, Paris                         | Slovénie | 28 janvier, Paris      | 28 janvier, Paris                | 32                               |    |  |                                    |                                    |  |  |                        |                        |
|  | 22 janvier, Paris                         | 22 janvier, Paris                         |          | 28 janvier, Paris      | 28 janvier, Paris                | Qatar                            | 30 |  |                                    |                                    |  |  |                        |                        |
|  | (1C) Allemagne                            | 20                                        | Croatie  | 30                     |                                  | Qatar                            | 30 |  |                                    |                                    |  |  |                        |                        |
|  | (1C) Allemagne                            | 20                                        | Croatie  | 30                     |                                  |                                  |    |  |                                    |                                    |  |  |                        |                        |
|  | (4D) Qatar                                | 21                                        |          | Slovénie               | 31                               |                                  |    |  |                                    |                                    |  |  |                        |                        |
|  | (4D) Qatar                                | 21                                        |          | Slovénie               | 31                               |                                  |    |  |                                    |                                    |  |  |                        |                        |

### Remarques
- La répartition des équipes est établie à l'issue de la phase de poule.
- Les deux vainqueurs des deux huitièmes de finale d'une ville se retrouvent en quart de finale dans la même ville.

### Huitièmes de finale
| 21 janvier 2017 16h00 | Norvège                        | 34 - 24   | Macédoine       | Halle olympique, Albertville Affluence : 6 540 Arbitrage : Līcis, Sondors |
| 21 janvier 2017 16h00 | Magnus Jøndal, Eivind Tangen 6 | (12 - 10) | Kiril Lazarov 6 | Halle olympique, Albertville Affluence : 6 540 Arbitrage : Līcis, Sondors |
| 21 janvier 2017 16h00 | ×2                             | Rapport   | ×2 ×4           | Halle olympique, Albertville Affluence : 6 540 Arbitrage : Līcis, Sondors |

| 21 janvier 2017 18h00 | France           | 31 - 25   | Islande         | Stade Pierre-Mauroy, Villeneuve-d'Ascq Affluence : 28 010 Arbitrage : Grillo, Lenci |
| 21 janvier 2017 18h00 | Michaël Guigou 6 | (14 - 13) | Rúnar Kárason 7 | Stade Pierre-Mauroy, Villeneuve-d'Ascq Affluence : 28 010 Arbitrage : Grillo, Lenci |
| 21 janvier 2017 18h00 | ×1 ×2            | Rapport   | ×3 ×4           | Stade Pierre-Mauroy, Villeneuve-d'Ascq Affluence : 28 010 Arbitrage : Grillo, Lenci |

| 21 janvier 2017 20h45 | Espagne                          | 28 - 27   | Brésil             | Arena, Montpellier Affluence : 6 923 Arbitrage : Brunner, Salah |
| 21 janvier 2017 20h45 | Alex Dujshebaev, Joan Cañellas 5 | (16 - 18) | João Pedro Silva 7 | Arena, Montpellier Affluence : 6 923 Arbitrage : Brunner, Salah |
| 21 janvier 2017 20h45 | ×2 ×4                            | Rapport   | ×2 ×5              | Arena, Montpellier Affluence : 6 923 Arbitrage : Brunner, Salah |

| 21 janvier 2017 20h45 | Slovénie         | 32 - 26   | Russie                                 | AccorHotels Arena, Paris Affluence : 8 324 Arbitrage : Charlotte et Julie Bonaventura |
| 21 janvier 2017 20h45 | Darko Cingesar 6 | (13 - 15) | Daniel Chichkarev, Alexandre Dereven 5 | AccorHotels Arena, Paris Affluence : 8 324 Arbitrage : Charlotte et Julie Bonaventura |
| 21 janvier 2017 20h45 | ×3 ×2            | Rapport   | ×3 ×7 ×1                               | AccorHotels Arena, Paris Affluence : 8 324 Arbitrage : Charlotte et Julie Bonaventura |

| 22 janvier 2017 16h00 | Danemark        | 25 - 27   | Hongrie      | Halle olympique, Albertville Affluence : 6 540 Arbitrage : Boualloucha, Khenissi |
| 22 janvier 2017 16h00 | Mikkel Hansen 8 | (12 - 13) | Máté Lékai 6 | Halle olympique, Albertville Affluence : 6 540 Arbitrage : Boualloucha, Khenissi |
| 22 janvier 2017 16h00 | ×2 ×1           | Rapport   | ×3           | Halle olympique, Albertville Affluence : 6 540 Arbitrage : Boualloucha, Khenissi |

| 22 janvier 2017 16h00 | Suède              | 41 - 22   | Biélorussie      | Stade Pierre-Mauroy, Villeneuve-d'Ascq Affluence : 16 188 Arbitrage : Nachevski, Nikolov |
| 22 janvier 2017 16h00 | Jim Gottfridsson 8 | (24 - 11) | Artsem Karalek 7 | Stade Pierre-Mauroy, Villeneuve-d'Ascq Affluence : 16 188 Arbitrage : Nachevski, Nikolov |
| 22 janvier 2017 16h00 | ×1 ×3              | Rapport   | ×2 ×4            | Stade Pierre-Mauroy, Villeneuve-d'Ascq Affluence : 16 188 Arbitrage : Nachevski, Nikolov |

| 22 janvier 2017 18h00 | Allemagne                           | 20 - 21  | Qatar           | AccorHotels Arena, Paris Affluence : 10 209 Arbitrage : Gatelis, Mažeika |
| 22 janvier 2017 18h00 | Holger Glandorf, Patrick Groetzki 4 | (10 - 9) | Rafael Capote 9 | AccorHotels Arena, Paris Affluence : 10 209 Arbitrage : Gatelis, Mažeika |
| 22 janvier 2017 18h00 | ×4 ×5 ×1                            | Rapport  | ×3 ×4           | AccorHotels Arena, Paris Affluence : 10 209 Arbitrage : Gatelis, Mažeika |

| 22 janvier 2017 20h45 | Croatie         | 21 - 19  | Égypte           | Arena, Montpellier Affluence : 6 266 Arbitrage : Gjeding, Hansen |
| 22 janvier 2017 20h45 | Zlatko Horvat 6 | (13 - 7) | Ahmed El Ahmar 5 | Arena, Montpellier Affluence : 6 266 Arbitrage : Gjeding, Hansen |
| 22 janvier 2017 20h45 | ×3              | Rapport  | ×4               | Arena, Montpellier Affluence : 6 266 Arbitrage : Gjeding, Hansen |

### Quarts de finale
| 24 janvier 2017 17h00 | Norvège            | 31 - 28   | Hongrie          | Halle olympique, Albertville Affluence : 6 540 Arbitrage : Geipel, Helbig |
| 24 janvier 2017 17h00 | Espen Lie Hansen 6 | (17 - 10) | Gábor Császár 11 | Halle olympique, Albertville Affluence : 6 540 Arbitrage : Geipel, Helbig |
| 24 janvier 2017 17h00 | ×2 ×7              | Rapport   | ×3               | Halle olympique, Albertville Affluence : 6 540 Arbitrage : Geipel, Helbig |

| 24 janvier 2017 19h00 | France        | 33 - 30   | Suède              | Stade Pierre-Mauroy, Villeneuve-d'Ascq Affluence : 28 010 Arbitrage : López, Ramírez |
| 24 janvier 2017 19h00 | Kentin Mahé 9 | (15 - 16) | Jim Gottfridsson 7 | Stade Pierre-Mauroy, Villeneuve-d'Ascq Affluence : 28 010 Arbitrage : López, Ramírez |
| 24 janvier 2017 19h00 | ×3 ×5         | Rapport   | ×3 ×6              | Stade Pierre-Mauroy, Villeneuve-d'Ascq Affluence : 28 010 Arbitrage : López, Ramírez |

| 24 janvier 2017 20h45 | Slovénie        | 32 - 30   | Qatar            | AccorHotels Arena, Paris Affluence : 6 573 Arbitrage : Horáček, Novotný |
| 24 janvier 2017 20h45 | Gašper Marguč 6 | (18 - 15) | Bertrand Roiné 8 | AccorHotels Arena, Paris Affluence : 6 573 Arbitrage : Horáček, Novotný |
| 24 janvier 2017 20h45 | ×1 ×3           | Rapport   | ×1 ×4            | AccorHotels Arena, Paris Affluence : 6 573 Arbitrage : Horáček, Novotný |

| 24 janvier 2017 20h45 | Espagne                 | 29 - 30   | Croatie       | Arena, Montpellier Affluence : 6 749 Arbitrage : Gjeding, Hansen |
| 24 janvier 2017 20h45 | Ángel Fernández Pérez 7 | (15 - 17) | Marko Mamić 9 | Arena, Montpellier Affluence : 6 749 Arbitrage : Gjeding, Hansen |
| 24 janvier 2017 20h45 | ×3 ×1                   | Rapport   | ×2 ×4         | Arena, Montpellier Affluence : 6 749 Arbitrage : Gjeding, Hansen |

### Demi-finales
| 26 janvier 2017 21h00 | France         | 31 - 25   | Slovénie       | AccorHotels Arena, Paris Affluence : 15 609 Arbitrage : Geipel, Helbig |
| 26 janvier 2017 21h00 | Nedim Remili 6 | (15 - 12) | Jure Dolenec 5 | AccorHotels Arena, Paris Affluence : 15 609 Arbitrage : Geipel, Helbig |
| 26 janvier 2017 21h00 | ×2 ×3          | Rapport   | ×3 ×2          | AccorHotels Arena, Paris Affluence : 15 609 Arbitrage : Geipel, Helbig |

| 27 janvier 2017 20h45 | Croatie             | 25 - 28 (ap)       | Norvège         | AccorHotels Arena, Paris Affluence : 10 324 Arbitrage : Horáček, Novotný |
| 27 janvier 2017 20h45 | Zlatko Horvat 6     | (10 - 12, 22 - 22) | Bjarte Myrhol 6 | AccorHotels Arena, Paris Affluence : 10 324 Arbitrage : Horáček, Novotný |
| 27 janvier 2017 20h45 | Prol. : 3 - 6 (2-2) |                    |                 | AccorHotels Arena, Paris Affluence : 10 324 Arbitrage : Horáček, Novotný |
| 27 janvier 2017 20h45 | ×4 ×6 ×1            | Rapport            | ×3 ×4           | AccorHotels Arena, Paris Affluence : 10 324 Arbitrage : Horáček, Novotný |

### Match pour la troisième place
| 28 janvier 2017 20h45 | Slovénie        | 31 - 30   | Croatie        | AccorHotels Arena, Paris Affluence : 8 625 Arbitrage : López, Ramírez |
| 28 janvier 2017 20h45 | Trois joueurs 4 | (13 - 18) | Luka Cindrić 7 | AccorHotels Arena, Paris Affluence : 8 625 Arbitrage : López, Ramírez |
| 28 janvier 2017 20h45 | ×4 ×2           | Rapport   | ×2 ×3          | AccorHotels Arena, Paris Affluence : 8 625 Arbitrage : López, Ramírez |

### Finale
| 29 janvier 2017 17h30 | France             | 33 - 26   | Norvège               | AccorHotels Arena, Paris Affluence : 15 609 Arbitrage : Gjeding, Hansen |
| 29 janvier 2017 17h30 | Nikola Karabatic 6 | (18 - 17) | Kent Robin Tønnesen 5 | AccorHotels Arena, Paris Affluence : 15 609 Arbitrage : Gjeding, Hansen |
| 29 janvier 2017 17h30 | ×2 ×1              | Rapport   | ×4 ×2                 | AccorHotels Arena, Paris Affluence : 15 609 Arbitrage : Gjeding, Hansen |

| Composition:    |               |               |                    |               |            |
|                 | GB            | 12            | Vincent Gérard     | 11/27         |            |
|                 | GB            | 16            | Thierry Omeyer     | 2/12          |            |
|                 | ARD           | 5             | Nedim Remili       | 4/12          |            |
|                 | ARG           | 6             | Olivier Nyokas     | X             |            |
|                 | DC            | 8             | Daniel Narcisse    | 2/4           |            |
|                 | DC            | 13            | Nikola Karabatic   | 6/9           |            |
|                 | ALG           | 14            | Kentin Mahé        | 5/6           |            |
|                 | ARG           | 17            | Timothey N'Guessan | 0/1           |            |
|                 | ARG           | 18            | William Accambray  | X             |            |
|                 | ALD           | 19            | Luc Abalo          | 1/1           |            |
|                 | P             | 20            | Cédric Sorhaindo   | 3/5           |            |
|                 | ALG           | 21            | Michaël Guigou     | 5/6           |            |
|                 | P             | 23            | Ludovic Fabregas   | 2/3           | Suspension |
|                 | ARD           | 27            | Adrien Dipanda     | 0/0           | Averti     |
|                 | ARD           | 28            | Valentin Porte     | 5/6           |            |
|                 | ARD           | 32            | Dika Mem           | X             |            |
| Sélectionneur : |               |               |                    |               |            |
| Didier Dinart   | Didier Dinart | Didier Dinart | Didier Dinart      | Didier Dinart | Averti     |

| Graphique montrant l'évolution globale du score |                |        |
| 33/53                                           | Buts marqués   | 26/46  |
| 62,3 %                                          | % réussite     | 56,5 % |
| 5/7                                             | Jets de 7 m    | 0/0    |
| 2 min                                           | Suspensions    | 4 min  |
| 2                                               | Cartons jaunes | 4      |
| 0                                               | Cartons rouges | 0      |
| 13/39                                           | Arrêts         | 17/50  |
| 33,3 %                                          | % d'arrêts     | 34 %   |

| Composition:    |                 |                 |                          |                 |                     |
|                 | GB              | 16              | Espen Christensen        | 4/8             |                     |
|                 | GB              | 30              | Torbjørn Bergerud        | 13/42           |                     |
|                 | DC              | 5               | Sander Sagosen           | 1/5             |                     |
|                 | P               | 7               | Joakim Hykkerud          | 0/1             |                     |
|                 | P               | 8               | Bjarte Myrhol            | 4/6             |                     |
|                 | P               | 9               | Petter Øverby            | X               |                     |
|                 | ARD             | 15              | Kent Robin Tønnesen      | 5/5             | Suspension          |
|                 | ALG             | 17              | Magnus Jøndal            | 2/3             | Averti              |
|                 | ALD             | 19              | Kristian Bjørnsen        | 4/5             |                     |
|                 | ALG             | 20              | André Lindboe            | X               |                     |
|                 | P               | 21              | Magnus Gullerud          | 1/2             |                     |
|                 | ARD             | 23              | Magnus Abelvik Rød       | X               |                     |
|                 | DC              | 24              | Christian O'Sullivan     | 1/3             | Averti · Suspension |
|                 | ARD             | 25              | Eivind Tangen            | 3/8             |                     |
|                 | ARG             | 26              | Gøran Søgard Johannessen | 1/1             |                     |
|                 | ARG             | 89              | Espen Lie Hansen         | 4/7             | Averti              |
| Sélectionneur : |                 |                 |                          |                 |                     |
| Christian Berge | Christian Berge | Christian Berge | Christian Berge          | Christian Berge | Averti              |

| → Légende: ALD: Ailier droite, ALG: Ailier gauche, ARD: Arrière droit, ARG: Arrière gauche, DC: Demi-centre, GB: Gardien de but, P: Pivot, X: N'a pas joué |

## Coupe du Président
Cette Coupe voit d'une part les cinquièmes des poules s'affronter en demi-finale et finale pour les 17e à 20e places et, d'autre part, les sixièmes pour les 21e à 24e places.

### Places de17eà20e
|  | Demi-finales de classement | Demi-finales de classement |                         |    | Match pour la 17e place | Match pour la 17e place |
|  | Demi-finales de classement | Demi-finales de classement |                         |    | Match pour la 17e place | Match pour la 17e place |
|  |                            |                            |                         |    |                         |                         |
|  | 21 janvier                 | 21 janvier                 |                         |    | 23 janvier              | 23 janvier              |
|  | 21 janvier                 | 21 janvier                 |                         |    | 23 janvier              | 23 janvier              |
|  | Pologne                    | 28                         |                         |    | 23 janvier              | 23 janvier              |
|  | Pologne                    | 28                         |                         |    | 23 janvier              | 23 janvier              |
|  | Tunisie                    | 26                         |                         |    | 23 janvier              | 23 janvier              |
|  | Tunisie                    | 26                         | Pologne                 | 24 |                         |                         |
|  | 22 janvier                 |                            | Pologne                 | 24 |                         |                         |
|  |                            | Argentine                  | 22                      |    |                         |                         |
|  | Arabie saoudite            | Argentine                  | 22                      | 22 |                         |                         |
|  | Arabie saoudite            |                            |                         | 22 |                         |                         |
|  | Argentine                  | 24                         |                         |    |                         |                         |
|  | Argentine                  | 24                         | Match pour la 19e place |    |                         |                         |
|  |                            |                            |                         |    |                         |                         |
|  | 23 janvier                 |                            |                         |    |                         |                         |
|  |                            |                            |                         |    |                         |                         |
|  | Tunisie                    | 39                         |                         |    |                         |                         |
|  | Tunisie                    | 39                         |                         |    |                         |                         |
|  | Arabie saoudite            | 30                         |                         |    |                         |                         |
|  | Arabie saoudite            | 30                         |                         |    |                         |                         |

### Places de21eà24e
|  | Demi-finales de classement | Demi-finales de classement |                         |    | Match pour la 21e place | Match pour la 21e place |
|  | Demi-finales de classement | Demi-finales de classement |                         |    | Match pour la 21e place | Match pour la 21e place |
|  |                            |                            |                         |    |                         |                         |
|  | 21 janvier                 | 21 janvier                 |                         |    | 23 janvier              | 23 janvier              |
|  | 21 janvier                 | 21 janvier                 |                         |    | 23 janvier              | 23 janvier              |
|  | Japon                      | 37                         |                         |    | 23 janvier              | 23 janvier              |
|  | Japon                      | 37                         |                         |    | 23 janvier              | 23 janvier              |
|  | Angola                     | 26                         |                         |    | 23 janvier              | 23 janvier              |
|  | Angola                     | 26                         | Japon                   | 29 |                         |                         |
|  | 22 janvier                 |                            | Japon                   | 29 |                         |                         |
|  |                            | Chili                      | 35                      |    |                         |                         |
|  | Chili                      | Chili                      | 35                      | 35 |                         |                         |
|  | Chili                      |                            |                         | 35 |                         |                         |
|  | Bahreïn                    | 30                         |                         |    |                         |                         |
|  | Bahreïn                    | 30                         | Match pour la 23e place |    |                         |                         |
|  |                            |                            |                         |    |                         |                         |
|  | 23 janvier                 |                            |                         |    |                         |                         |
|  |                            |                            |                         |    |                         |                         |
|  | Angola                     | 26                         |                         |    |                         |                         |
|  | Angola                     | 26                         |                         |    |                         |                         |
|  | Bahreïn                    | 32                         |                         |    |                         |                         |
|  | Bahreïn                    | 32                         |                         |    |                         |                         |

## Classement final
Les équipes demi-finalistes sont classées suivant leurs résultats lors de la phase à élimination directe. Les équipes de la 9e à la 16e place, éliminées en huitièmes de finale et les équipes de la 5e à la 8e, éliminées en quarts de finale, sont classées selon les critères suivants:
1. Le nombre de points gagnés par rapport aux équipes classées de la 1re à la 4e position dans leur groupe respectif de la phase préliminaire ;
2. La différence de buts dans les matchs mentionnés en 1) si deux équipes ou plus ont le même nombre de points ;
3. Le plus grand nombre de buts marqués si deux équipes ou plus ont le même nombre de points et la même différence de buts dans les matchs mentionnés en 1) ;
4. Le cas échéant, les équipes sont départagées en fonction des résultats obtenus par les équipes de leur groupe respectif (par exemple, l’équipe qui se trouvait dans la poule du vainqueur finale devance l’équipe qui se trouvait dans la poule du finaliste). En dernier recours, le départage est fait selon le résultat face à l’équipe championne du monde.

Enfin les équipes de la 17e à la 20e place et de la 21e à la 24e place sont classées à l'issue de la Coupe du Président.
Le classement final est :
| Rang                      | Équipe          | J | G | N | P | Bp  | Bc  | Diff |
| ------------------------- | --------------- | - | - | - | - | --- | --- | ---- |
| Médaille d'or, monde      | France          | 9 | 9 | 0 | 0 | 282 | 218 | +64  |
| Médaille d'argent, monde  | Norvège         | 9 | 7 | 0 | 2 | 274 | 234 | +40  |
| Médaille de bronze, monde | Slovénie        | 9 | 6 | 1 | 2 | 271 | 253 | +18  |
| 4e                        | Croatie         | 9 | 6 | 0 | 3 | 254 | 233 | +21  |
|                           |                 |   |   |   |   |     |     |      |
| 5e                        | Espagne         | 7 | 6 | 0 | 1 | 217 | 172 | +45  |
| 6e                        | Suède           | 7 | 5 | 0 | 2 | 233 | 166 | +67  |
| 7e                        | Hongrie         | 7 | 3 | 0 | 4 | 202 | 194 | +8   |
| 8e                        | Qatar           | 7 | 3 | 0 | 4 | 178 | 181 | -3   |
|                           |                 |   |   |   |   |     |     |      |
| 9e                        | Allemagne       | 6 | 5 | 0 | 1 | 179 | 128 | +51  |
| 10e                       | Danemark        | 6 | 5 | 0 | 1 | 182 | 157 | +25  |
| 11e                       | Biélorussie     | 6 | 2 | 0 | 4 | 156 | 186 | -30  |
| 12e                       | Russie          | 6 | 3 | 0 | 3 | 165 | 168 | -3   |
| 13e                       | Égypte          | 6 | 3 | 0 | 3 | 157 | 164 | -7   |
| 14e                       | Islande         | 6 | 1 | 2 | 3 | 153 | 152 | +1   |
| 15e                       | Macédoine       | 6 | 2 | 1 | 3 | 163 | 171 | -8   |
| 16e                       | Brésil          | 6 | 2 | 0 | 4 | 148 | 174 | -26  |
|                           |                 |   |   |   |   |     |     |      |
| 17e                       | Pologne         | 7 | 3 | 0 | 4 | 167 | 173 | -6   |
| 18e                       | Argentine       | 7 | 2 | 0 | 5 | 154 | 183 | -29  |
| 19e                       | Tunisie         | 7 | 2 | 2 | 3 | 209 | 202 | +7   |
| 20e                       | Arabie saoudite | 7 | 1 | 0 | 6 | 175 | 220 | -45  |
| 21e                       | Chili           | 7 | 3 | 0 | 4 | 192 | 219 | -27  |
| 22e                       | Japon           | 7 | 1 | 0 | 6 | 186 | 222 | -36  |
| 23e                       | Bahreïn         | 7 | 1 | 0 | 6 | 172 | 213 | -41  |
| 24e                       | Angola          | 7 | 0 | 0 | 7 | 174 | 260 | -86  |

## Statistiques et récompenses

### Équipe-type
| Gérard Tollbring Myrhol Bjørnsen Sagosen Duvnjak Remili Meilleur joueur : N. Karabatic Meilleur buteur : Lazarov , 50 buts              |
| Équipe-type du championnat du monde 2017                                                                                                |
| · Gérard · Tollbring · Myrhol · Bjørnsen · Sagosen · Duvnjak · Remili Meilleur joueur : N. Karabatic Meilleur buteur : Lazarov, 50 buts |

L'équipe-type du tournoi est composée des joueurs suivants, :
- Meilleur joueur : Nikola Karabatic,  France
- Meilleur gardien de but : Vincent Gérard,  France
- Meilleur ailier gauche : Jerry Tollbring,  Suède
- Meilleur arrière gauche : Sander Sagosen,  Norvège
- Meilleur demi-centre : Domagoj Duvnjak,  Croatie
- Meilleur pivot : Bjarte Myrhol,  Norvège
- Meilleur arrière droit : Nedim Remili,  France
- Meilleur ailier droit : Kristian Bjørnsen,  Norvège

### Statistiques collectives
- Meilleure attaque :  Suède (33,3 buts par match)
- Moins bonne attaque :  Argentine (22 buts par match)
- Meilleure défense :  Allemagne (21,3 buts par match)
- Moins bonne défense :  Angola (37,1 buts par match)
- Plus grand nombre de buts inscrits sur un match :  Tunisie (43 buts)

### Statistiques individuelles
À l'issue de la compétition, les statistiques sont :
| Rang | Joueur               | Équipe            | Buts | Tirs | %      | 7m    | Champs | MJ | Moy. |
| ---- | -------------------- | ----------------- | ---- | ---- | ------ | ----- | ------ | -- | ---- |
| 1    | Kiril Lazarov        | Macédoine du Nord | 50   | 81   | 61,7 % | 20/22 | 30     | 6  | 8,3  |
| 2    | Sergio Avelino Lopes | Angola            | 47   | 88   | 53,4 % | 14/17 | 33     | 7  | 6,7  |
| 3    | Amine Bannour        | Tunisie           | 45   | 84   | 53,6 % | 6/8   | 39     | 7  | 6,4  |
| 3    | Kristian Bjørnsen    | Norvège           | 45   | 59   | 76,3 % | 5/8   | 40     | 9  | 5,0  |
| 5    | Niclas Ekberg        | Suède             | 43   | 60   | 71,6 % | 12/13 | 31     | 7  | 6,1  |
| 6    | Bjarte Myrhol        | Norvège           | 42   | 53   | 79,2 % | -     | 42     | 9  | 4,7  |
| 7    | Sander Sagosen       | Norvège           | 41   | 79   | 51,9 % | 8/14  | 33     | 9  | 4,6  |
| 8    | Federico Fernández   | Argentine         | 39   | 58   | 67,2 % | 19/24 | 20     | 7  | 5,6  |
| 8    | Luka Cindrić         | Croatie           | 39   | 65   | 60,0 % | 3/4   | 36     | 9  | 4,3  |
| 10   | Jerry Tollbring      | Suède             | 38   | 46   | 82,6 % | 6/8   | 32     | 7  | 5,4  |
| 10   | Gašper Marguč        | Slovénie          | 38   | 48   | 79,2 % | 10/11 | 28     | 9  | 4,2  |
| 10   | Gábor Császár        | Hongrie           | 38   | 55   | 69,1 % | 18/22 | 20     | 7  | 5,4  |

| Rang | Joueur                 | Équipe    | %      | Arrêts | Tirs | MJ | Moy. |
| ---- | ---------------------- | --------- | ------ | ------ | ---- | -- | ---- |
| 1    | Espen Christensen      | Norvège   | 43,8 % | 32     | 73   | 9  | 4,9  |
| 2    | Andreas Wolff          | Allemagne | 42,6 % | 60     | 141  | 6  | 10,0 |
| 3    | Andreas Palicka        | Suède     | 40,2 % | 51     | 127  | 7  | 7,3  |
| 4    | Vincent Gérard         | France    | 40,0 % | 62     | 155  | 9  | 6,9  |
| 5    | Niklas Landin Jacobsen | Danemark  | 39,5 % | 66     | 167  | 6  | 11,0 |
| 6    | Mikael Appelgren       | Suède     | 39,0 % | 55     | 141  | 7  | 7,9  |
| 7    | Silvio Heinevetter     | Allemagne | 36,2 % | 25     | 69   | 6  | 4,2  |
| 8    | Maik Santos            | Brésil    | 35,7 % | 46     | 129  | 6  | 7,7  |
| 9    | Rodrigo Corrales       | Espagne   | 35,5 % | 43     | 121  | 7  | 6,1  |
| 10   | Makram Missaoui        | Tunisie   | 34,7 % | 73     | 210  | 7  | 10,4 |

| Rang | Joueur           | Équipe      | PD | MJ | Moy. |
| ---- | ---------------- | ----------- | -- | -- | ---- |
| 1    | Sander Sagosen   | Norvège     | 43 | 9  | 4,8  |
| 2    | Nikola Karabatic | France      | 42 | 9  | 4,7  |
| 3    | Barys Pukhouski  | Biélorussie | 39 | 6  | 6,5  |

## Effectifs des équipes sur le podium

### Champion du monde:France
L'effectif de l'équipe de France, championne du monde, est :
- Luc Abalo
- William Accambray
- Adrien Dipanda
- Ludovic Fabregas
- Vincent Gérard
- Michaël Guigou
- Luka Karabatic
- Nikola Karabatic
- Kentin Mahé
- Dika Mem
- Daniel Narcisse
- Timothey N'Guessan
- Olivier Nyokas
- Thierry Omeyer
- Valentin Porte
- Nedim Remili
- Cédric Sorhaindo

Entraîneur :  Didier Dinart

### Vice-champion du monde:Norvège
L'effectif de l'équipe de Norvège, vice-championne du monde, est :
- Torbjørn Bergerud
- Kristian Bjørnsen
- Espen Christensen
- Ole Erevik
- Magnus Gullerud
- Espen Lie Hansen
- Joakim Hykkerud
- Gøran Johannessen
- Magnus Jøndal
- André Lindboe
- Bjarte Myrhol
- Christian O'Sullivan
- Petter Øverby
- Magnus Rød
- Sander Sagosen
- Eivind Tangen
- Kent Robin Tønnesen

Entraîneur :  Christian Berge

### Troisième:Slovénie
L'effectif de l'équipe de Slovénie, médaille de bronze, est :
- Marko Bezjak
- Blaž Blagotinšek
- Darko Cingesar
- Jure Dolenec
- Matej Gaber
- Jan Grebenc
- Nik Henigman
- Blaž Janc
- Urh Kastelic
- Vid Kavtičnik
- Tilen Kodrin
- Urban Lesjak
- Borut Mačkovšek
- Gašper Marguč
- David Miklavčič
- Vid Poteko
- Matevž Skok
- Miha Zarabec

Entraîneur :  Veselin Vujović

## Faits marquants
Avant la compétition
- La chaîne qatarie beIN Sports, détentrice des droits de diffusion TV de la compétition, et les différentes chaînes de télévision allemandes que sont ARD, ZDF ou encore Sky, ne sont pas parvenues à trouver un accord pour la retransmission de la compétition en Allemagne. Finalement, un accord est trouvé avec la fédération allemande de handball, mais seulement pour une diffusion sur internet.
- Du fait du décès brutal de son père, le capitaine de la sélection allemande Uwe Gensheimer ne retrouve ses coéquipiers qu'à la veille du premier match de la Mannschaft.

Pendant la compétition
- Lors du match inaugural, le record d'affluence pour un match de handball en France est battu avec 15 609 spectateurs.
- Pour la première fois dans une compétition majeure masculine, une paire d'arbitres féminines officie pendant la compétition : les Françaises Charlotte et Julie Bonaventura.
- Le pivot danois René Toft Hansen n'a pas été autorisé par l'IHF à participer au premier match du Danemark à cause de l'attelle articulée contenant des parties métalliques qu'il porte au coude. Il a pu en revanche jouer les matchs suivants.
- Lors du match face à l'Espagne, l'Angola a été temporairement contraint de faire jouer l'un de ses joueurs de champ (Manuel Nascimento) dans les buts en remplacement de Gilberto Figueira, disqualifié dès la 9e minute, et de Giovany Muachissengue, commotionné et sorti temporairement deux fois. Se retrouvant en chasuble verte devant la cage, Nascimento n'a toutefois pu parer aucun tir.
- Lors du match face au Qatar, l'Argentine ne parvient à ne marquer que deux buts au cours de la première mi-temps (2-9, pour un score final de 17 à 21).
- Lors du huitième de finale opposant la France à l'Islande au Stade Pierre-Mauroy de Villeneuve-d'Ascq (Lille Métropole) en configuration Arena Sport, un nouveau record d'affluence pour un match de championnat du monde de handball est établi avec 28 010 spectateurs, ce qui est aussi le nouveau record pour un match de handball en France après celui établi lors du match d'ouverture. Ce record est égalé lors du quart de finale entre la France et la Suède dans le même stade.
- Lors des huitièmes de finale, le Danemark, champion olympique en titre et l'Allemagne, championne d'Europe sortante sont éliminés.
- Au 27 janvier, avant la deuxième demi-finale, le nombre de spectateurs présents lors de ce mondial dépasse les 500 000 (fixés comme objectif par les organisateurs). Jamais un championnat du monde de handball n'a réuni autant de spectateurs dans les salles.

Après la compétition
- Battue par la Norvège en demi-finale puis le lendemain par la Slovénie dans le match pour la 3e place alors qu’à chaque fois elle a dominé le match, la Croatie a vu son équipe technique remerciée au lendemain de la compétition : exit Zeljko Babić, Petar Metličić, Venio Losert et Ivano Balić, la Croatie doit trouver une nouvelle équipe technique onze mois avant l'Euro 2018 justement disputé en Croatie.